# Palazzo Barberini

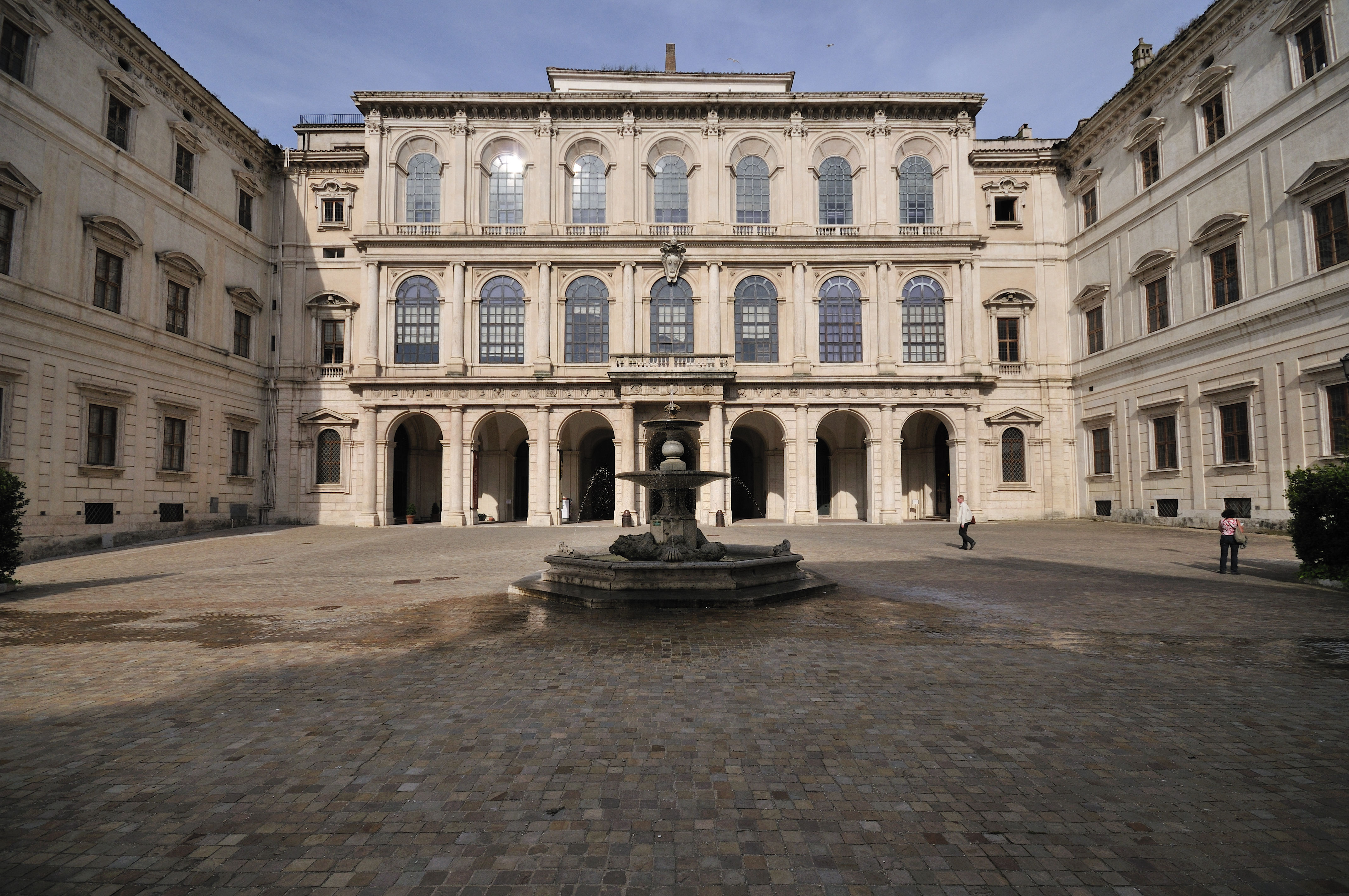
Palazzo Barberini

Der mächtige Bau des Palazzo Barberini, der aus einem ehemaligen Palazzo Sforza hervorgegangen ist und wesentlich vergrößert wurde, beherrscht den gleichnamigen Platz in Rom. Er beherbergt einen Teil der Galleria Nazionale d’Arte Antica (Nationalgalerie Antiker Kunst) und das Istituto Italiano di Numismatica (italienisches Institut für Numismatik). Der Palast liegt am Nordabhang des Quirinalshügels ca. 50 m südöstlich der Piazza Barberini. Der Zugang befindet sich an der Via Quattro Fontane.

## Architektur

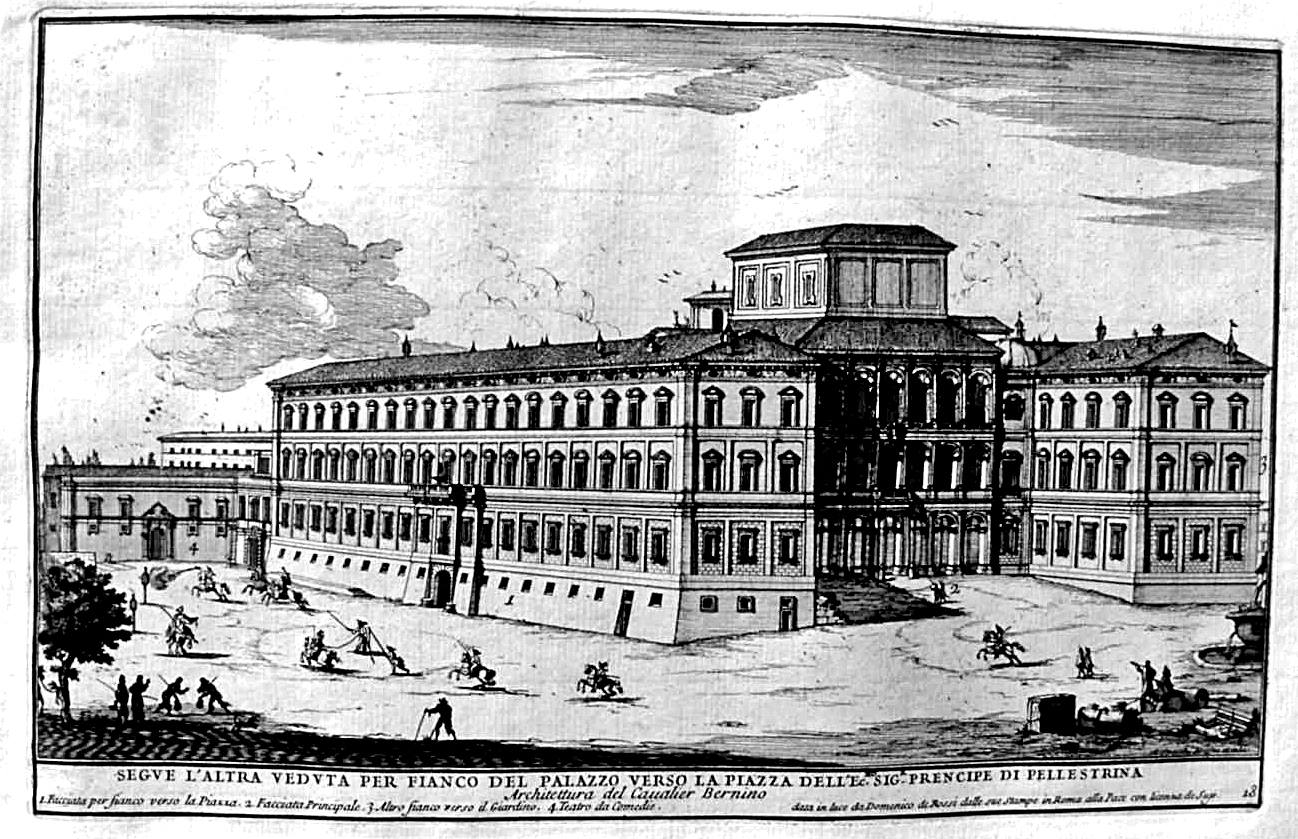
Palazzo Barberini, Stich des 18. Jahrhunderts

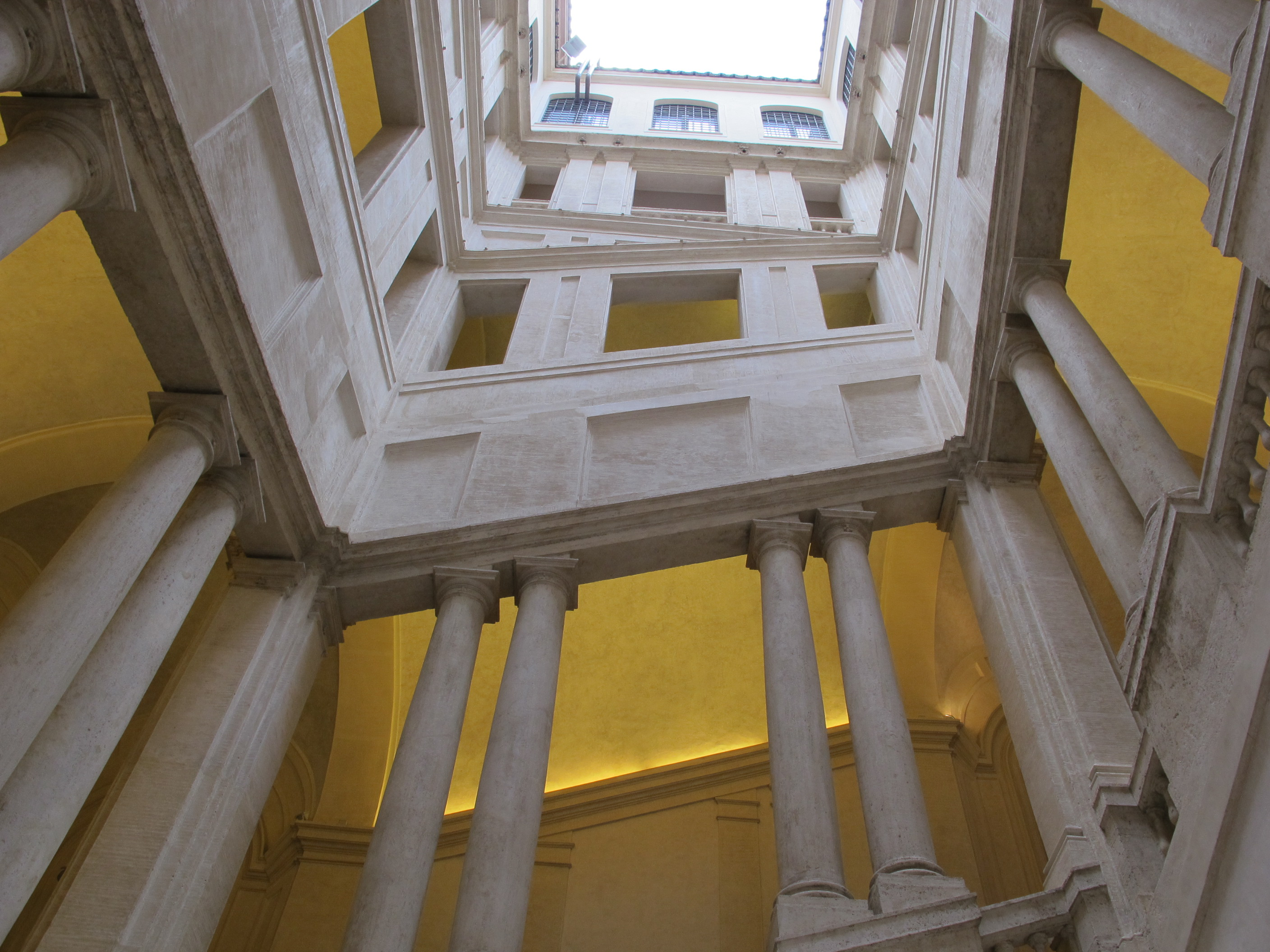
Berninis Treppenhaus

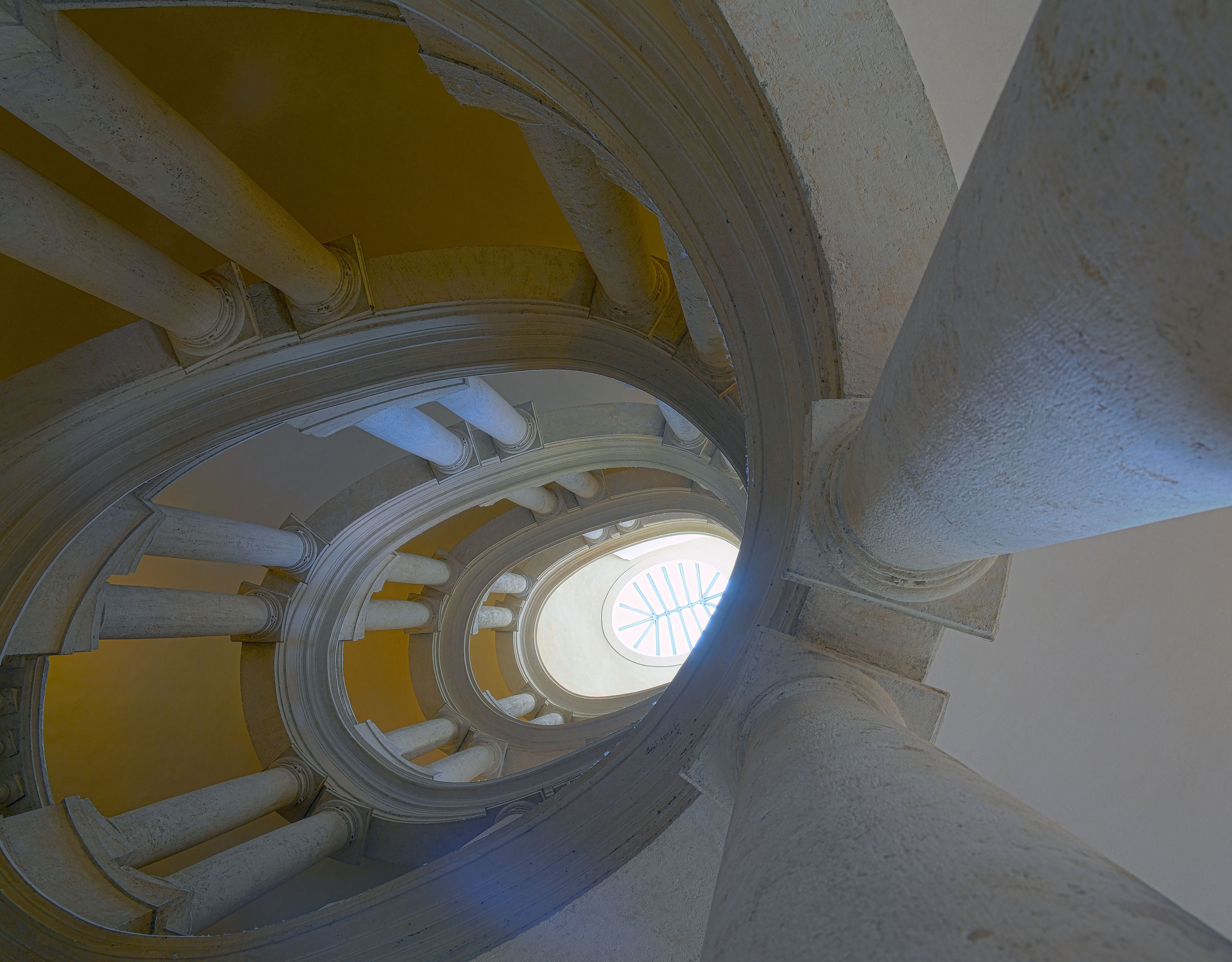
Borrominis Treppenhaus

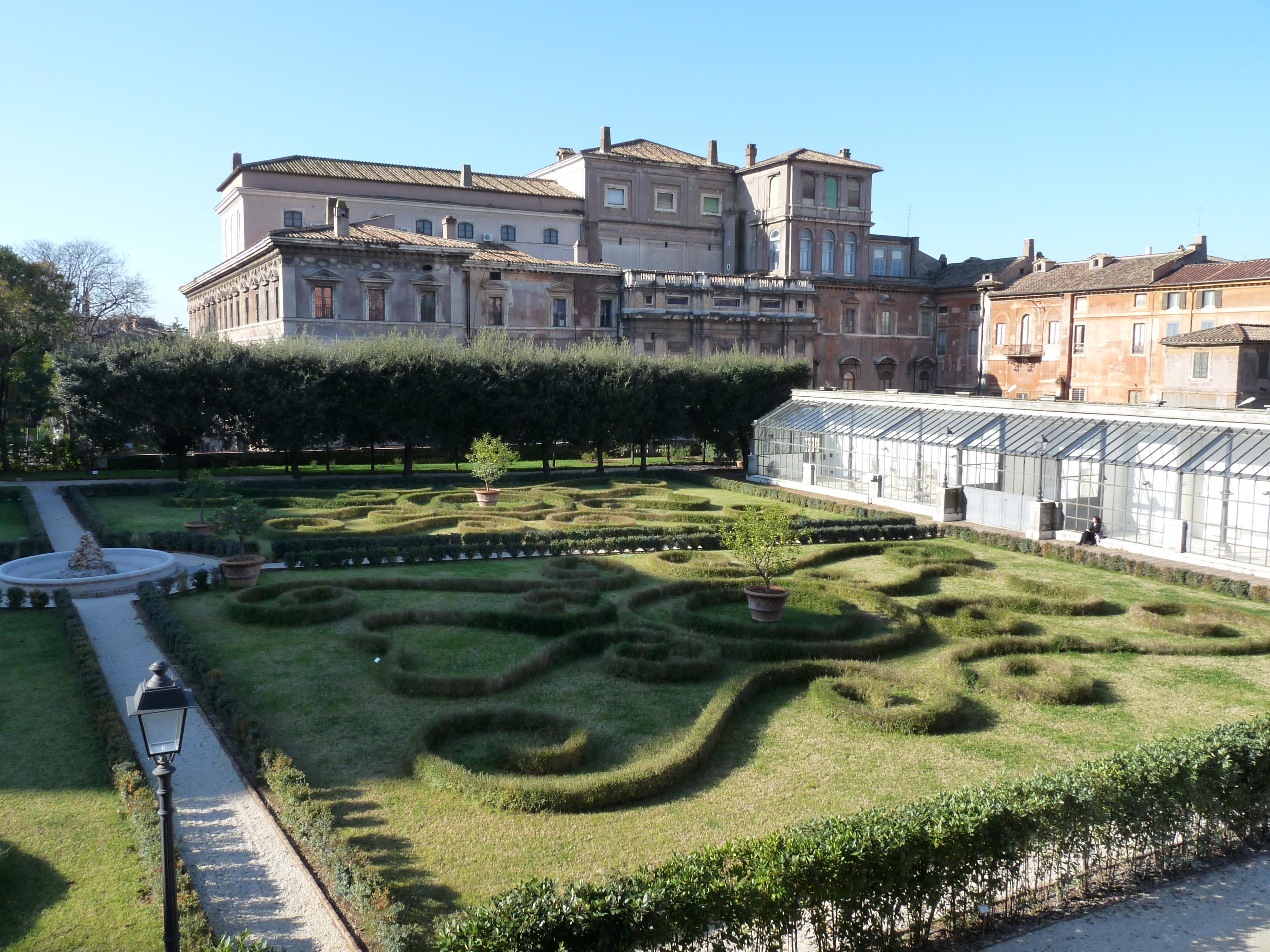
Palast und Gärten

Der Palast, der ab 1625 für die Barberini, die Familie Papst Urbans VIII., als Residenz errichtet wurde, hat seine imposante Außenerscheinung bis heute behalten. Auftraggeber waren zwei Neffen des Papstes. Francesco, der Kardinalnepot, hatte den Besitz erworben und ihn sofort seinem Bruder Taddeo Barberini (1603–1647) weitergeschenkt, der zum Fürsten von Palestrina erhoben wurde. Dieser erwarb auch einen alten Palast der Colonna in Palestrina, der auf den Fundamenten des Heiligtums der Fortuna Primigenia errichtet ist und den Namen Palazzo Barberini Colonna trägt. 
Der Palazzo Barberini in Rom gilt als einer der frühesten barocken Palastbauten Europas und wurde zum Vorbild für viele spätere. Anders als viele ältere römische Paläste, etwa der Lateranpalast, der Palazzo Colonna oder der Palazzo Doria-Pamphilj, entstand er − mit Ausnahme des etwas älteren Nordflügels − nicht über verschiedene Epochen hinweg, sondern weitgehend als Neubau, unter Beteiligung von Roms führenden Architekten der Epoche. 
Der erste Bau war 1629 abgeschlossen, er entstand etwa zeitgleich mit dem Prager Palais Waldstein, das als erster Barockpalast Mitteleuropas gilt. Als Architekt war zunächst Carlo Maderno tätig. Er entwarf noch in der Tradition früherer Paläste (Palazzo Farnese, Palazzo Borghese, Palazzo Sforza-Cesarini in Genzano di Roma) einen geschlossenen Baublock mit zentralen Höfen und zwei ausgreifenden Flügeln an der Hinterseite, um einen Teil des Gartens miteinzuschließen. Als Maderno starb, arbeiteten Francesco Borromini und Gian Lorenzo Bernini am Palazzo weiter. Von Borromini stammen kleine Fenster an den Seiten der zentralen Loggia mit plastischen Bekrönungen und Rahmen in Richtung des Gartens, acht Fenster mit effektvollen architektonischen Lösungen wie die perspektivisch Tiefe vortäuschenden Fenster, die Loggia im zweiten Stock, zwei Treppenhäuser, Vorzimmer und die Innentüren des Salons. Aus den zahlreichen Details und an der Extravaganz lässt sich die Arbeit Borrominis klar „herauslesen“, und alle, die sich mit seinem Werk auseinandersetz(t)en, erkannten und erkennen sofort seine Beiträge. Unter Mitwirkung Pietro da Cortonas, von dem das Deckenfresko im Großen Saal stammt, wurde der Palazzo 1634 vollendet.
Der Nordflügel ruht auf antiken Substruktionen und enthält die Reste einer Villa der Familie Sforza, deren Wappen in der Freskendekoration einiger Räume noch zu sehen sind. Diesen Flügel, dessen Nordfassade sich der Piazza Barberini zuwendet, bezog die Familie im Jahr 1632. Im neu erbauten Südflügel richtete sich der Kardinal ein, dessen Bibliothek weithin bekannt war. Im Mitteltrakt des Palastes, der beide Bauteile verbindet, befinden sich der Große Salon (Salone grande) und ein kleinerer Ovalsaal.
Die prachtvolle, siebenachsige Hauptfassade ist nach dem Vorbild des Kolosseums dreigeschossig und durch je eine dorische, ionische und korinthische Säulenordnung gegliedert. Da der Mitteltrakt hinter den Flügeln zurücktritt, ergibt sich ein für römische Paläste untypischer Ehrenhof, der mit barocken Hôtels particuliers in Paris vergleichbar ist. Durch die Loggia im Erdgeschoss erfolgt der Zugang zu den Treppenhäusern der beiden Flügel. Ein Theater (1636–1637) und der Garten vervollständigen die Anlage.
Der große Saal enthält ein Hauptwerk des Malers Pietro da Cortona, das monumentale Deckenfresko mit der Allegorie der göttlichen Vorsehung (Il Trionfo della Divina Provvidenza). Er schuf es in den Jahren 1633–1639. Von ihm stammen auch das Altarbild und die Fresken in der Palastkapelle. An der Dekoration der übrigen Räume waren auch Andrea Sacchi (Fresko mit der Allegorie der Göttlichen Weisheit Allegoria della Divina Sapienza) und Giovanni Francesco Romanelli beteiligt.
Der Palast war bis 1949 Sitz der US-amerikanischen Botschaft in Rom. Im Jahre 1949 ging er in staatlichen italienischen Besitz über. 1953 wurde das Gebäude der Öffentlichkeit zugänglich gemacht, musste aber bald grundlegend renoviert werden. Seit Juli 2011 ist der Palazzo Barberini mit all seinen Räumen für Besucher wieder zugänglich.

## Sammlung
Der Palazzo ist einer der beiden Standorte der Gallerie Nazionali d’Arte Antica. Den Grundstock bilden Werke, die nach der Auflösung des Kirchenstaates im Jahre 1870 in den Besitz des italienischen Staates gelangten. Die Sammlung beherbergt über 1500 Werke aus der Zeit vom 12. Jahrhundert bis zum Neoklassizismus, darunter Gemälde von
- Filippo Lippi: Madonna mit Kind (Madonna col Bambino) aus dem Jahr 1437
- Raffael: La Fornarina (1520)
- Jacopo Tintoretto: Christus und die Ehebrecherin (Cristo e l’Adultera) aus den Jahren 1546–1548
- El Greco: Anbetung der Hirten / Adorazione dei Pastori und Taufe Christi / Battesimo di Cristo aus den Jahren 1546–1548
- Hans Holbein der Jüngere: Bildnis des Königs Heinrich VIII. aus dem Jahr 1540
- Michelangelo Merisi da Caravaggio: Narziss / Narciso 1598–1599
- Michelangelo Merisi da Caravaggio: Judith mit dem Haupt des Holofernes (Giuditta e Oloferne) 1597–1600

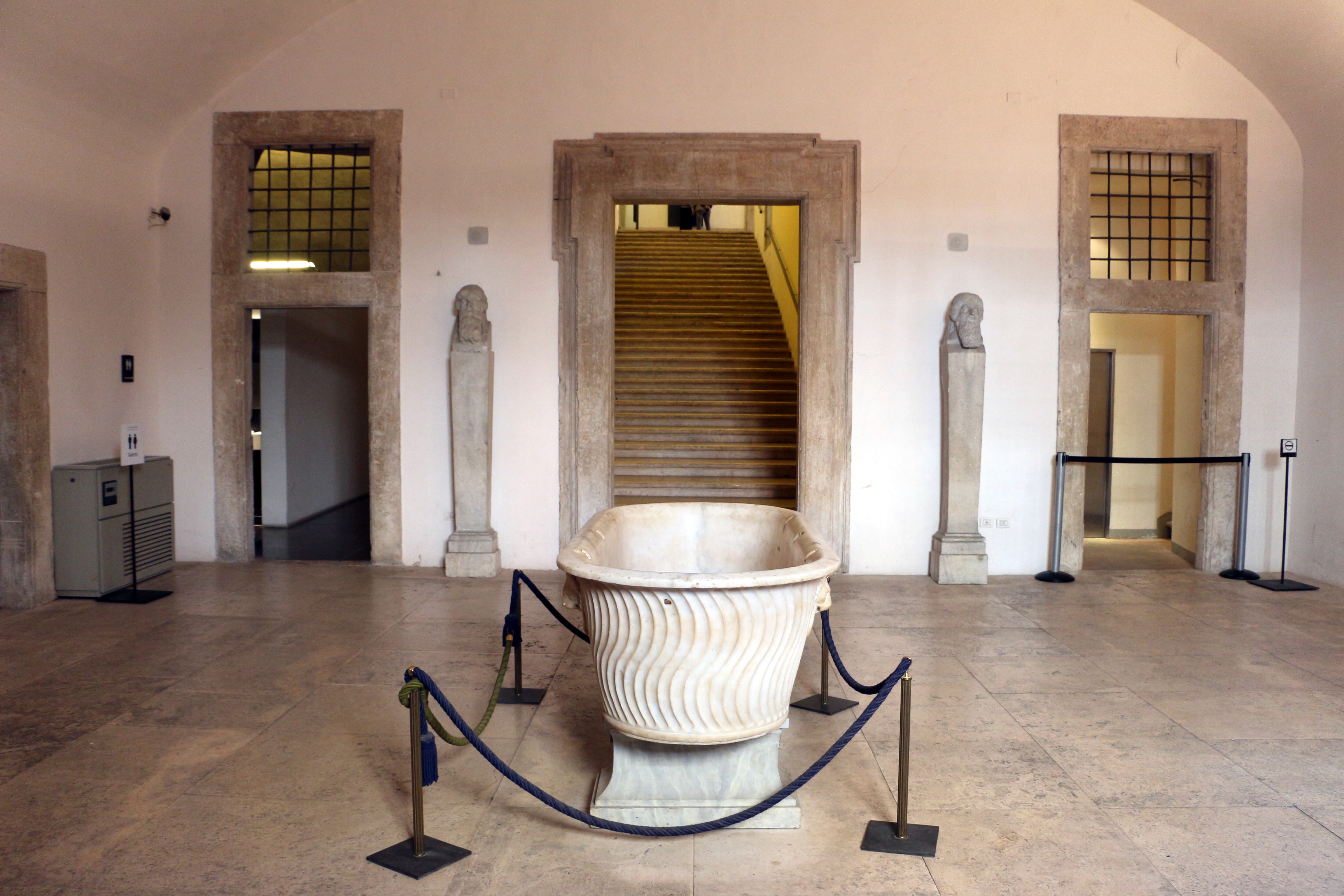
Untergeschoss mit römischem Sarkophag
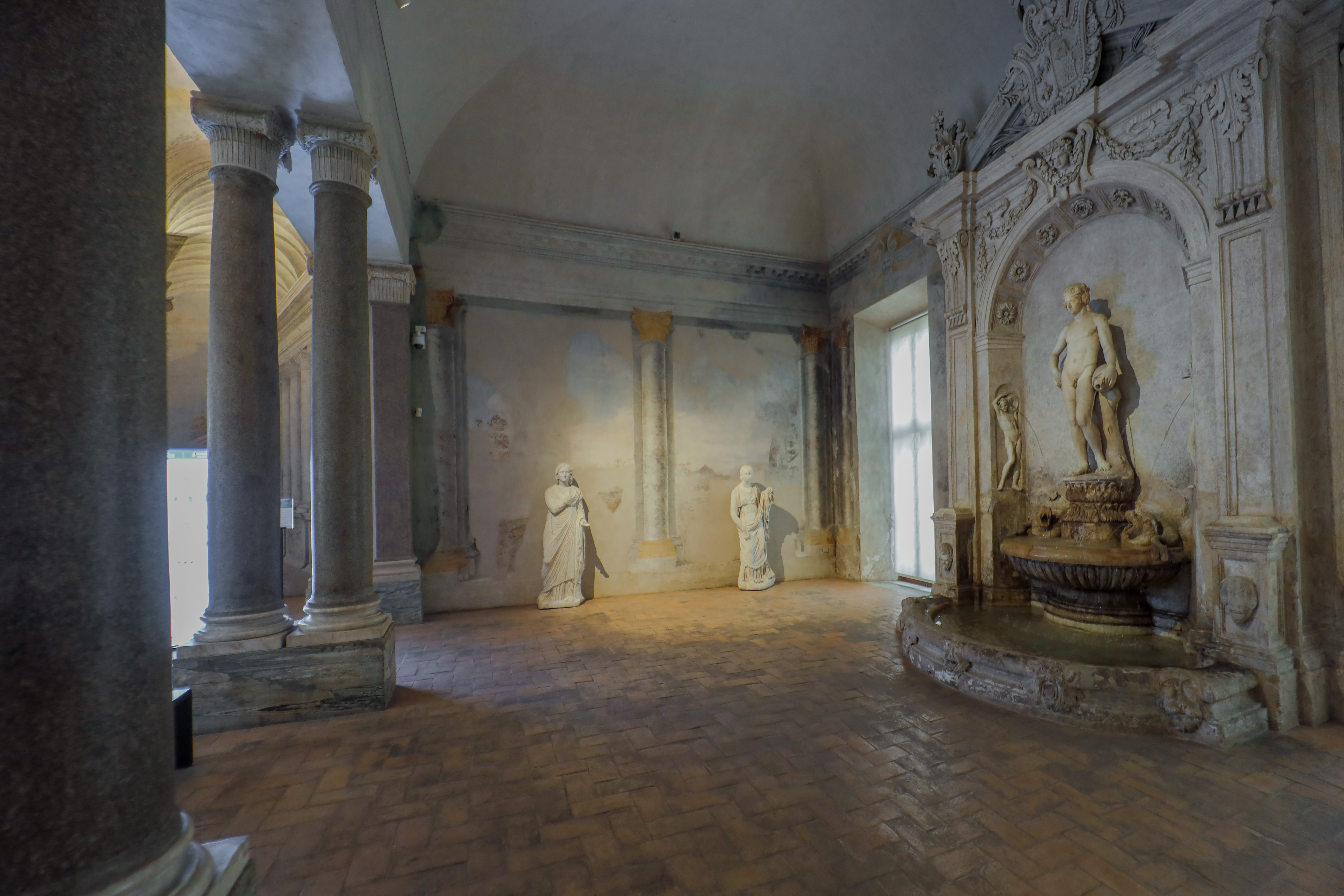
Säulenhalle
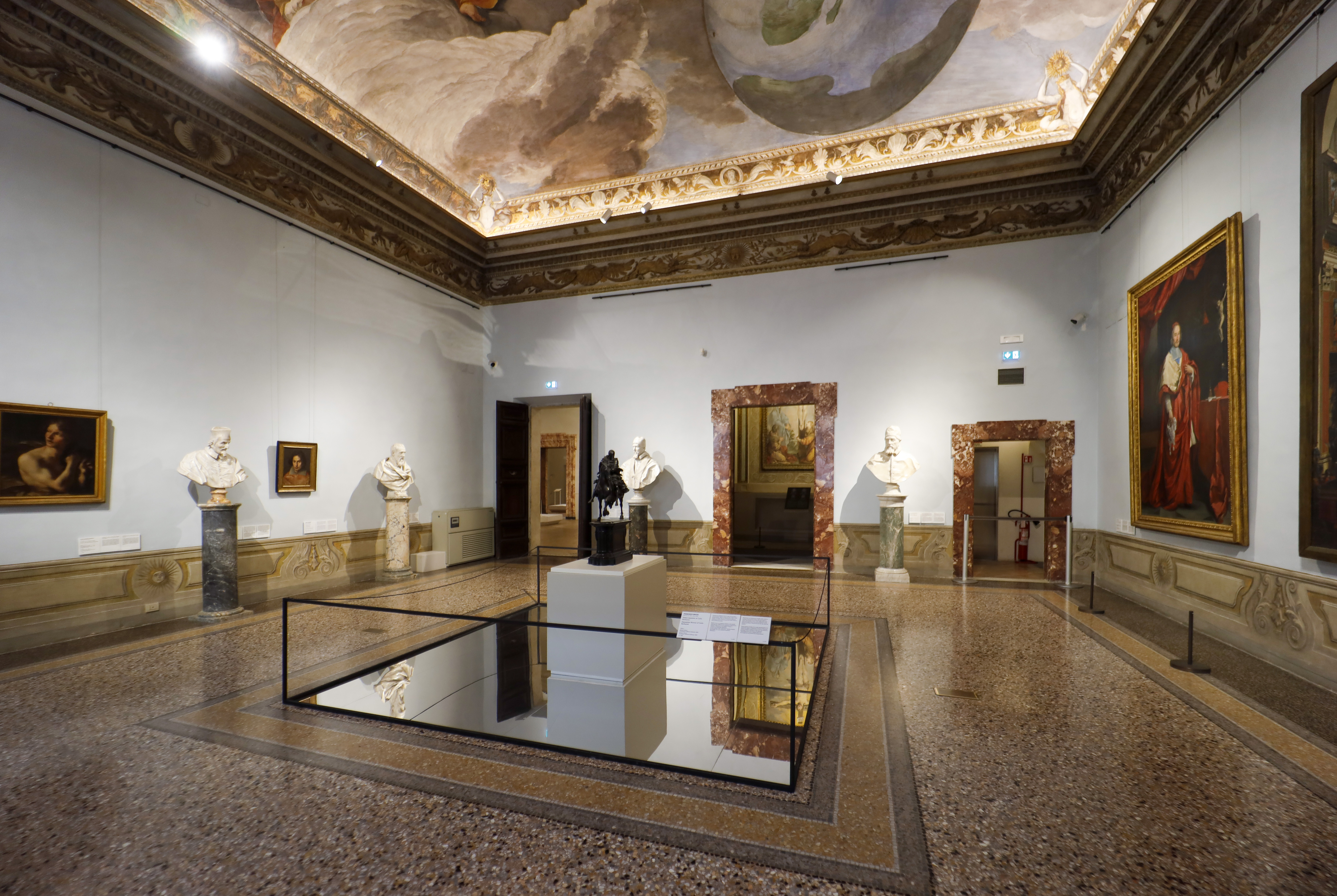
Gemäldegalerie
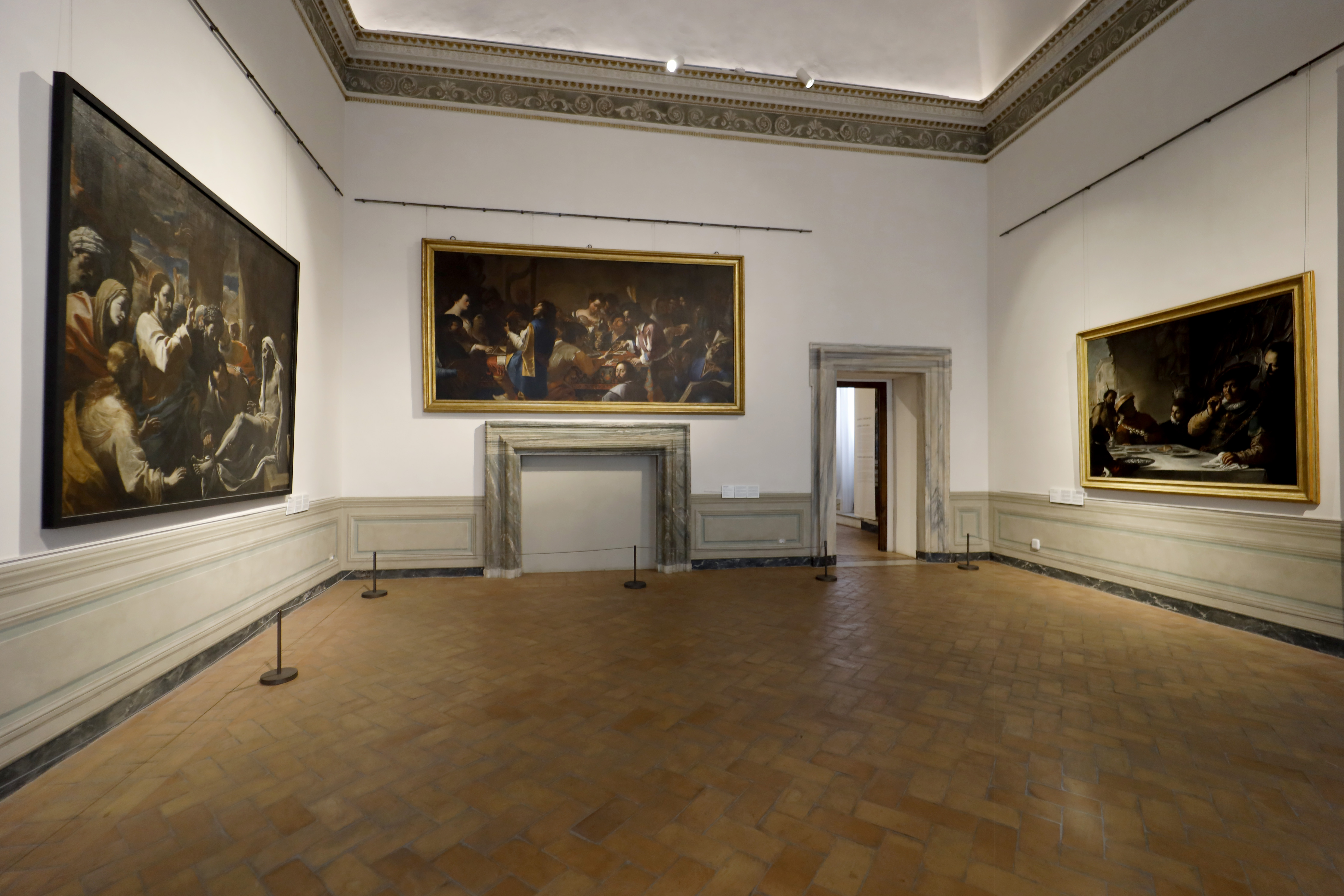
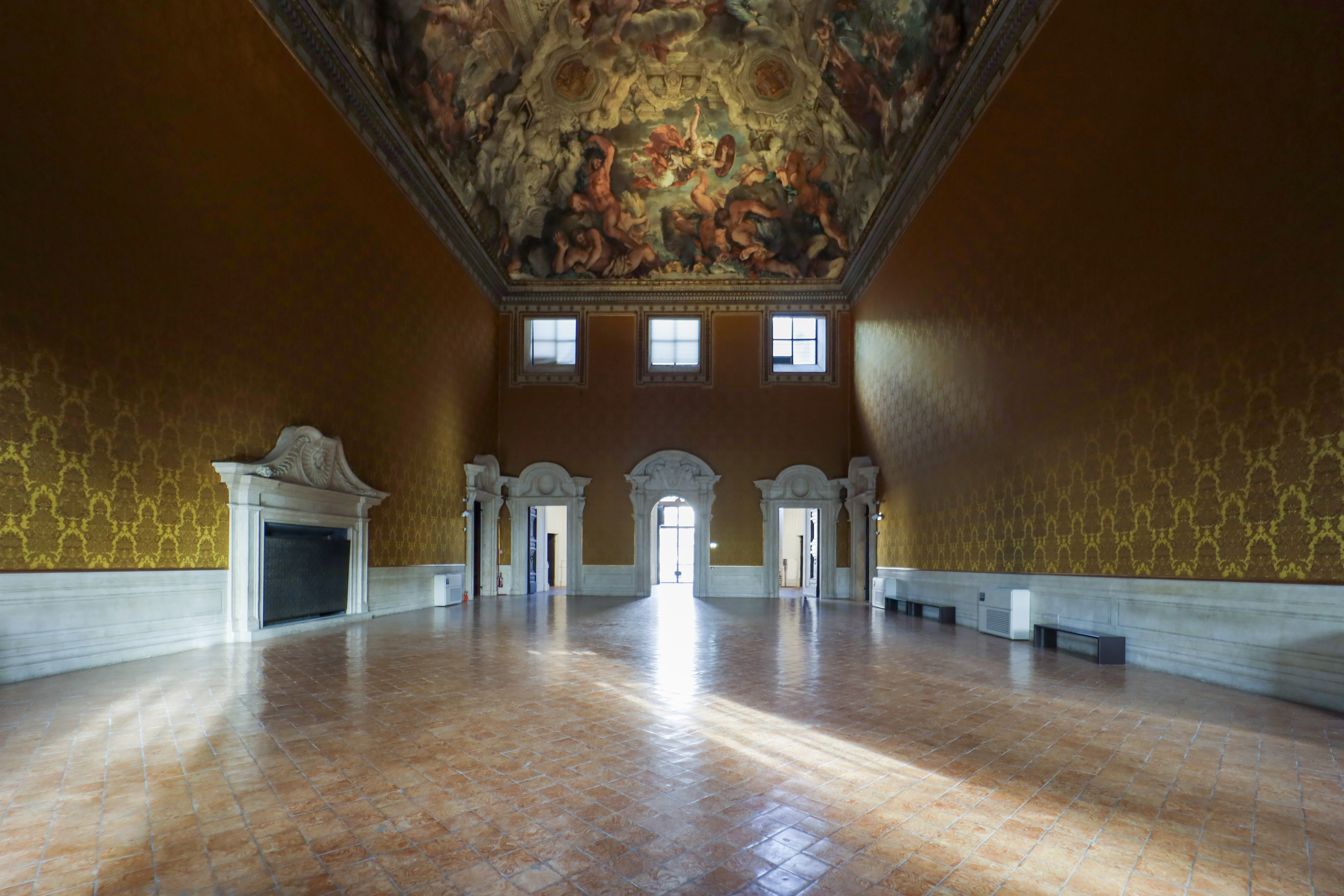
Deckenfresko von Pietro da Cortona

## DerPalazzo Barberiniim Film
Es ist der Palazzo Barberini, aus dem Audrey Hepburn als Prinzessin in dem Film Ein Herz und eine Krone eines Tages ausbricht, um Rom ganz privat kennenzulernen.
Der Goldene Saal des Palazzo ist einer der Spielorte in Edward Bergers Film Konklave (2024).